# Corrupción en Turquía

Bandera de Turquía.

La corrupción en Turquía es un fenómeno persistente de carácter criminal que implica el uso indebido del poder conferido a funcionarios públicos, instituciones estatales o entidades privadas en Turquía, con el fin de obtener beneficios personales o ilícitos.
La presencia y extensión de la corrupción ha sido un factor determinante que ha obstaculizado diversos procesos de reforma institucional en el país, incluyendo las negociaciones relativas a la adhesión de Turquía a la Unión Europea
En el Índice de percepción de corrupción (IPC) de Transparencia Internacional, Turquía ha ocupado históricamente posiciones intermedias, evidenciando una percepción pública de prácticas corruptas. En el informe más reciente, el país se ubicó en el puesto número 107 entre 180 países con una puntuación de 34 sobre 100, siendo 0 corrupción máxima y 100 la mínima. La mejor calificación histórica registrada por Turquía en este índice ha sido de 50 puntos sobre 100.
Uno de los casos más destacados en la historia reciente fue el denominado escándalo del Türkbank en 1998, el cual derivó en una moción de censura parlamentaria y en la posterior renuncia del entonces primer ministro Mesut Yılmaz. Aunque el mismo fue objeto de una investigación parlamentaria, el transcurso del plazo de prescripción de cinco años impidió la adopción de acciones judiciales en su contra. En el 17 de diciembre de 2013, los hijos de 3 ministros turcos y varios empresarios destacados fueron arrestados y acusados de corrupción.
Asimismo, el 17 de diciembre de 2013 se produjo una redada anticorrupción de gran escala en la que fueron arrestados los hijos de tres ministros del gabinete turco, así como empresarios de alto perfil. Estos acontecimientos generaron un fuerte impacto político e institucional, reavivando el debate sobre la independencia judicial y la transparencia en el país.